# Peter Sohr
Peter Sohr (Elbląg, Polònia, 1630 - vers el 1693) fou un compositor d'ètnia alemanya nascut a l'Estat polonès.
Publicà la col·lecció titulada Musikalischaer Vorschmack der jauchtzenden Seelen im qwigen Leben, que conté 211 composicions seves (1683). També publicà una edició pòstuma de la Praxis pietatis melica de Johann Krüger (1668).